# Álvaro Pereira de Sousa Lima
Álvaro Pereira de Souza Lima ComIH (Juiz de Fora, 23 de maio de 1890 — São Paulo, 5 de maio de 1968) foi um engenheiro e político brasileiro.

## Biografia
Filho de Víctor Manuel de Souza Lima e de Dalila Pereira de Souza Lima, estudou no Colégio São Luís, de Itu, tendo ingressado posteriormente na Escola Politécnica de São Paulo onde formou-se engenheiro civil elétrico e mecânico em 1914, sendo que após sua formação permaneceu alguns anos na Escola Politécnica como assistente da cadeira de máquinas e motores térmicos. 
Em 1919 ingressou então na Estrada de Ferro Noroeste do Brasil, onde passou pelos cargos de engenheiro - residente, engenheiro chefe de obras novas até chegar ao cargo de diretor. 
Na Noroeste, conheceu o engenheiro Arlindo Gomes Ribeiro da Luz, que o levou para assessorá-lo na direção da Estrada de Ferro Sorocabana em julho de 1924, onde permaneceu nessa função até o fim do mandato de Arlindo Luz na direção da Sorocabana três anos depois. De 1927 a 1934 permeneceu na estrada no cargo de engenheiro.
Em 1929 foi sócio fundador e presidente interino (1930-1931) do Instituto de Engenharia de São Paulo. Durante a Revolução Constitucionalista de 1932 integrou o corpo de engenheiros militares da Frente Norte do exército revolucionário com a patente de major. Nesta ocasião doou seu anel de engenheiro para a Campanha de arrecadação de peças de ouro "Pelo bem de São Paulo" e usou, até falecer, o anel (já desgastado pleo tempo)que o identificava como participante e apoiador da Revolução Constitucionalista de 1932.
Em junho de 1934 deixa a Sorocabana para organizar e dirigir (até 1938) o recém criado Departamento de Estradas de Rodagem do estado de São Paulo.
Entre 1944 e 1947 foi chefe do setor de produção industrial da Coordenação da Mobilização Econômica (órgão do ministério do Trabalho, Indústria e Comércio). Em 1947, foi nomeado secretário de viação e obras públicas de São Paulo, por Ademar de Barros. Ficou pouco tempo no cargo até ser nomeado diretor da Estrada de Ferro Sorocabana, cargo que ocupou entre 7 de novembro de 1949 e 30 de janeiro de 1951. Durante seu mandato se destacou por ter iniciado em 1952 as obras de construção do Ramal de Jurubatuba, concluídas posteriormente em 1957 (atualmente parte desse ramal faz parte da Linha 9 do Trem Metropolitano de São Paulo).
Devido ao seu magnifíco currículo foi nomeado Ministro da Viação e Obras Públicas por Getúlio Vargas cargo que ocupou entre 31 de janeiro de 1951 e 13 de junho de 1953. Após deixar o ministério dirigiu por um ano e meio a Companhia Mogiana de Estradas de Ferro. Tentou retornar a Sorocabana em 1955, mas após o suicídio de Vargas, com o novo presidente, João Café Filho, foi nomeado presidente do Conselho Rodoviário Nacional, dirigindo também, a partir de março de 1955, o Departamento Nacional de Estradas de Rodagem, permaneceu em ambas funções até novembro de 1956.
Em 1957 foi nomeado para o conselho de administração da Central Elétrica de Furnas, onde ficou até seu falecimento. 
Entre 1957 e 1959 foi nomeado diretor geral do Departamento de Águas e Energia Elétrica(DAEE) pelo governo de São Paulo. Nesse mesmo ano obtém sua aposentadoria compulsória.
Em 1961 foi um dos membros fundadores do Instituto Mauá de Tecnologia, sendo nomeado presidente do mesmo em 1968, cargo que não chegou a ocupar devido ao seu falecimento ocorrido em 5 de maio desse mesmo ano. 

## Cargos ocupados
Álvaro Pereira de Souza Lima se destacou por ocupar os mais diversos cargos e funções técnicas de relevância em diversas áreas de atividades públicas e privadas:

### Presidente
- Comitê brasileiro de eletrotécnica e iluminação da ABNT
- Conselho Fiscal da Petrobras
- Instituto de Engenharia (1949-1950)[4]

### Diretor geral
- Departamento das Municipalidades do Estado de São Paulo

### Diretor técnico
- Diretoria de Engenharia e Estatística do estado de São Paulo
- Instituto de Economia Rural
- Sociedade Rural Brasileira

### Diretor
- Associação Comercial de São Paulo
- Centro das Indústrias do Estado de São Paulo

### Chefe
- Seção de estudos (construção civil) da Companhia Siderúrgica Nacional
- Laboratório de ensaios da Fábrica de Tubos de Ribeirão das Lages
- Departamento de estudos econômicos da Companhia Mogiana de Estradas de Ferro
- Seção administrativa do Instituto Ferroviário de Pesquisas Técnico-Econômicas

### Membro
- Tribunal de Tarifas do estado de São Paulo

## Homenagens e honrarias recebidas
- Ordem do Infante D. Henrique no grau de comendador ( recebida em 21 de dezembro de 1960) [5]
- Medalha do Mérito do Conselho Federal de Engenharia, Arquitetura e Agronomia
- Medalha do Mérito do Instituto Adolfo Lutz
- Medalhas Anchieta, Rui Barbosa e Saturnino Braga
- Título de cidadão honorário do estado do Mato Grosso

Participou do quadro de honra e de militância das seguintes instituições:
- Associação Brasileira de Engenharia Rodoviária (atual Associação Brasileira de Engenheiros em Infra - Estrutura de Transportes - ABER)
- Instituto de Engenharia de São Paulo
- Clube de Engenharia do Rio de Janeiro
- Asssociação Mineira de Engenheiros
- Associação de Engenheiros Eletricistas
- Associação Ferroviária Brasileira
- Associação dos Engenheiros da Estrada de Ferro Sorocabana
- Associação dos Antigos Alunos dos Padres Jesuítas
- Escola Politécnica de São Paulo